# Gerhard Philipp
Gerhard Philipp (ur. 4 stycznia 1904 w Dreźnie, zm. 20 kwietnia 1966 w Akwizgranie) – niemiecki polityk, prawnik i inżynier górnictwa, parlamentarzysta krajowy i europejski.

## Życiorys
Bratanek deputowanego Reichstagu Albrechta Philippa. Po ukończeniu szkoły średniej w 1923 do 1928 studiował inżynierię górniczą na Bergakademie Freiberg, w 1930 obronił doktorat w tej dziedzinie. Następnie w latach 1928–1931 studiował prawo Uniwersytecie w Lipsku, w 1935 zdał państwowy egzamin drugiego stopnia. Od 1935 do 1945 praktykował jako adwokat w Dreźnie, ponadto od 1938 do 1947 był prawnikiem publicznych spółek z branży górniczej i stalowej. W 1933 przyjęty do Narodowosocjalistycznej Niemieckiej Partii Robotników. Od 1939 do 1940 walczył w szeregach Wehrmachtu na froncie II wojny światowej.
W 1947 wyemigrował do RFN, osiadł w Akwizgranie. Objął stanowisko dyrektorskie w kopalni węgla, został też wicedyrektorem podmiotu odpowiedzialnego za ubezpieczenia społeczne. Wstąpił do Unii Chrześcijańsko-Demokratycznej, od 1956 zasiadał w radzie miejskiej Akwizgranu. W latach 1957–1966 członek Bundestagu, ponadto w latach 1957–1958 i 1959–1966 oddelegowany do Parlamentu Europejskiego. Zmarł w trakcie kadencji.